# Hans Wydenbein

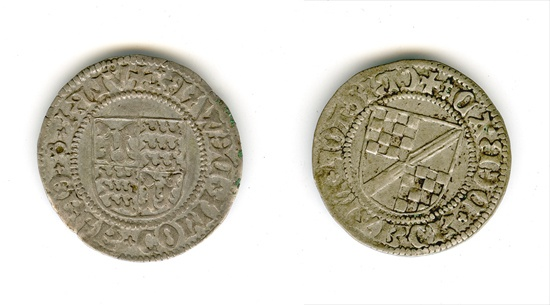
Tübinger Schilling des Stempelschneiders Hans Wydenbein. 1479/1480 in Tübingen geprägt unter Ulrich V., Eberhard V. und Christoph I. von Baden, 1478–1480. Vermutlich für Baden bestimmt.

Hans Wydenbein war ein Tübinger Münzmeister. 
Als in Württemberg ein Mangel an Münzen auftrat, beschloss Graf Eberhard, eine neue Prägung vorzunehmen und berief als Münzmeister den Hans Wydenbein nach Tübingen, damit er ihm Tübinger Schillinge, Heller und Pfennige präge.
Nachdem sich 1475 die Grafen von Württemberg und der Markgraf von Baden im Leonberger Münzvertrag zusammengeschlossen hatten, schnitt Hans Wydenbein einen anschließend gemeinsam geprägten Schilling, der die Namen und Wappen aller Münzherren dieses Vertrags trug, d. h. der beiden Grafen des zu diesem Zeitpunkt geteilten Württembergs Ulrich V. und Eberhard V. sowie des Markgrafen von Baden, Christoph von Baden. Auf der Vorderseite werden die Württemberger Grafen genannt und das quadrierte Schild mit den Wappen von Württemberg und Mömpelgard gezeigt. Die Rückseite nennt Christoph von Baden und zeigt die Wappen von Baden und Sponheim.